# ツォーマス・プランマン
ツォーマス・プランマン（Tuomas Planman、1980年3月17日 - ）は、フィンランドのヘヴィメタルミュージシャン、実業家。ノーサーのキーボーディスト、シンセシスト。またフィンランドの企業、Mendorの共同設立者の一人で元CTO。

## 略歴・人物
7歳の時にピアノを始める。3年生から9年生（小学3年生から中学3年生に相当）の間は音楽学校にも通っていた。この頃に、ロックやブルースに触れる。更に15歳の時にはギターの演奏も始めた。
2000年にメロディックデスメタルバンド、ノーサーにキーボーディスト、シンセシストとして加入。4thアルバム『Till Death Unites Us』からは、プログラミングも担当するようになった。また、2ndアルバム『Mirror of Madness』、3rdアルバム『Death Unlimited』では、ペトリ・リンドロス、クリスティアン・ランタと共に作曲を行うことが多かった。同じくこの頃は作詞にも参加していた。その後4thアルバム以降は、作曲・作詞に参加することは少なくなった。
ノーサー以外のバンドで活動することはほとんどないが、ヘルシンキ出身のメロディックブラックメタルバンド、グラマリー(Gramary)にギタリスト兼ボーカリストとして参加していた時期がある。彼は3人兄弟だが、Gramaryには彼の兄弟全員が所属していたことがある。
また、ツォーマスはノーサーのメンバーであるクリスティアンと、実弟のユッカ・プランマンと共にメンドールという糖尿病技術会社を共同で設立し、CTOに就いていたが、2012年6月時点で退任している。なお、メンドールは2017年1月に2,390万ユーロもの負債を抱えてエスポー地裁に破産を申請、倒産している。

## ディスコグラフィー

### ノーサー
- 2002年 Released (Single)
- 2002年 Dreams of Endless War
- 2003年 Unleash Hell (Single)
- 2003年 Mirror of Madness
- 2004年 Spreading Death (Single)
- 2004年 Death Unlimited
- 2004年 Spreading Death (DVD Single)
- 2005年 Solution 7 (EP)
- 2006年 Scream (Single)
- 2006年 Till Death Unites Us
- 2007年 No Way Back (EP)
- 2008年 N
- 2010年 Break Myself Away (Digital Single)
- 2011年 Circle Regenerated